# Beth Hirsch
Beth Hirsch (* 18. Oktober 1967 in Tampa, Florida) ist eine US-amerikanische Songwriterin und Sängerin. Sie erreichte 1998 durch ihre Mitwirkung auf dem Album Moon Safari von Air eine größere Bekanntheit. Im Jahre 1999 erschien ihr erstes eigenes Album.

## Diskographie
Alben
- 1999: Early Days
- 2001: Titles & Idols
- 2007: Wholehearted
- 2020: Love Is For Everyone L.I.F.E 2.0

Singles und EPs
- 1998: Miner's Song
- 1999: P-Town Rubies, EP
- 2000: Life Is Mine
- 2001: Nest Sensation
- 2008: Indelibly You
- 2010: Something to Tell / So Many Things
- 2014: Love Is For Everyone
- 2020: Allison Something